# Dakoro (département du Burkina Faso)
Pour les articles homonymes, voir Dakoro.
Dakoro est un département et une commune rurale du Burkina Faso, situé dans la province du Léraba et dans la région des Cascades. 
En 2012, le département comptait 13 227 habitants.
En 2019, le dernier recensement général comptabilisait 18 003 habitants. 

## Villages
Le département  comprend un village chef-lieu (populations actualisées en 2012) :
- Dakoro (6 893 habitants)

et 4 autres villages :
- Diérisso (866 habitants)
- Lémagara (935 habitants)
- Moadougou (2 062 habitants)
- Kasséguèra (2 471 habitants)